# Еушта
Еу́шта (рос. Эушта) — село (в минулому присілок) у складі Томського міського округу Томської області, Росія.

## Населення
Населення — 460 осіб (2010; 432 у 2002).
Національний склад (станом на 2002 рік):
- татари — 90 %